# Clementino (rapper)
Clementino, pseudonimo di Clemente Maccaro (Avellino, 21 dicembre 1982), è un rapper e attore italiano.
Dopo aver vinto varie competizioni di freestyle tra il 2004 e il 2006, firmò un contratto con l'etichetta discografica indipendente Lynx Records, pubblicando l'album di esordio Napolimanicomio nel 2006. Tre anni più tardi entrò nei Videomind, pubblicando nel 2011 I.E.N.A., e nel 2012 formò i Rapstar con Fabri Fibra, realizzando nel medesimo anno Non è gratis. Nel 2013 il rapper siglò un contratto con la major discografica Universal, pubblicando poco tempo dopo Mea culpa, che riscosse un discreto successo in madrepatria, arrivando in quarta posizione nella Classifica FIMI Album e venendo certificato disco d'oro. Partecipò poi al Festival di Sanremo nelle edizioni 2016 e 2017, ottenendo ottimi risultati essendo uno dei primi rapper ad aver partecipato al Festival. È considerato uno dei rapper più importanti e storici della storia del rap Italiano.

## Biografia

### I primi anni eNapolimanicomio(1996-2008)

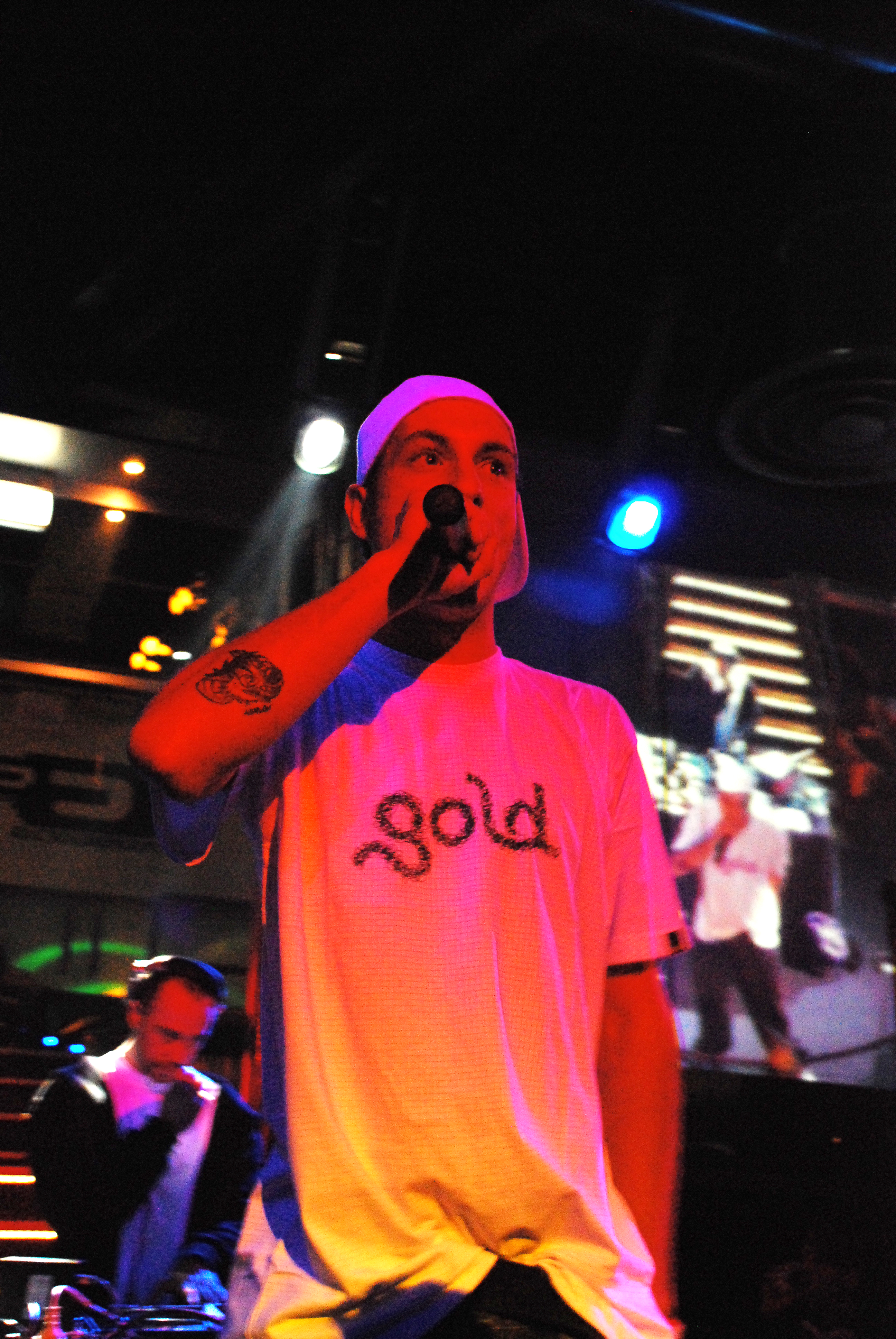
Clementino durante un'esibizione live nel 2007

Cresciuto nell'entroterra napoletano tra Cimitile e Nola, Clementino all'età di 14 anni muove i primi passi nell'hip hop proprio a Napoli dove entra nella Trema Crew e successivamente nei TCK, gruppo partenopeo. Grazie a queste prime esperienze, Clementino ha modo di affinare le sue tecniche nel freestyle (la disciplina tipica della cultura hip hop che consiste nell'improvvisare in rima), divenendo così uno degli artisti più abili del panorama nazionale aggiudicandosi il primo posto al Tecniche Perfette 2004, al Da Bomb 2005, al Valvarap 2006 e al 2theBeat 2006, battendo nella finale del 2nd round Giankarlo Ira, detentore del primo posto nella terza edizione di Tecniche Perfette; ha in seguito vinto il round finale contro Ensi, allora campione in carica, che già nel 2005 sconfisse in finale lo stesso Clementino.
Nel 2005 partecipa a Napolizm: a Fresh Collection of Neapolitan Rap, una compilation uscita negli Stati Uniti che riunisce i migliori rapper napoletani. Successivamente Clementino collabora con diversi artisti quali Malva & DJ Rex e Mastafive, ottenendo un contratto dalla Lynx Records (in passato conosciuta con il nome di Undafunk Records) per un album da solista.
Il 29 aprile 2006 esce il suo primo album in studio, intitolato Napolimanicomio, cantato sia in italiano sia in napoletano, e in collaborazione con artisti di fama quali OneMic, Kiave, Francesco Paura, Spregiudicati, oltre a vari importanti esponenti locali come Kapwan, Emcee O'Zi e Patto MC, ottenendo un discreto successo e aumentando la sua fama a livello nazionale.
In seguito alla pubblicazione del suo primo album, Clementino intraprende una serie di concerti che lo vedranno cantare in più di 200 date in tutta Italia.

### I Videomind eI.E.N.A.(2009-2011)

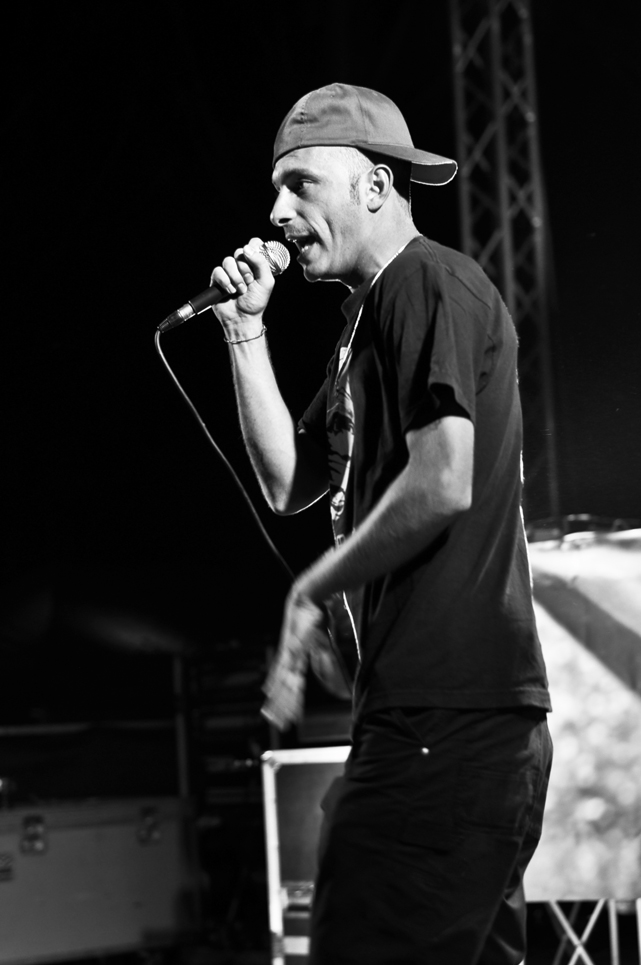
Clementino durante un live al Positive River Festival, nel 2011

Nel tardo 2009 collabora con DJ Tayone e il rapper Francesco Paura, dando vita al gruppo Videomind, con il quale pubblica l'album Afterparty nel 2010, la cui pubblicazione viene anticipata dal singolo È normale, con relativo video musicale. Dall'album viene estratto un secondo singolo, Music Therapy, e due ulteriori video (L'immenso e Peter Pan).
Il 19 dicembre 2011 esce il suo secondo album da solista, intitolato I.E.N.A., acronimo di "Io e nessun altro". Questo nome è dato dal fatto che l'album è una raccolta di brani riguardanti solamente sé stesso. Il disco è anticipato dal video musicale de La mia musica, pubblicato poco più di un anno prima. Il nome Iena (o più frequentemente Iena White) deriva anche dall'alter ego di Clementino, scelto anche per indicare l'analogia tra sé e l'animale, che "lasciava a terra la carcassa degli avversari", come dichiarato da lui in un'intervista.

### L'attività con Fabri Fibra e le esperienze collaterali (2012)
Il 9 gennaio 2012 esce Ci rimani male/Chimica Brother, singolo doppio in collaborazione col celebre rapper Fabri Fibra che precederà l'uscita di Non è gratis, progetto che vede Clementino al fianco dello stesso Fabri Fibra nel duo musicale Rapstar, un sodalizio tra l'hip hop mainstream e quello underground. Il 20 gennaio dello stesso anno esce il secondo video estratto da I.E.N.A., Toxico, mentre il terzo, Rovine, viene estratto il 4 marzo.

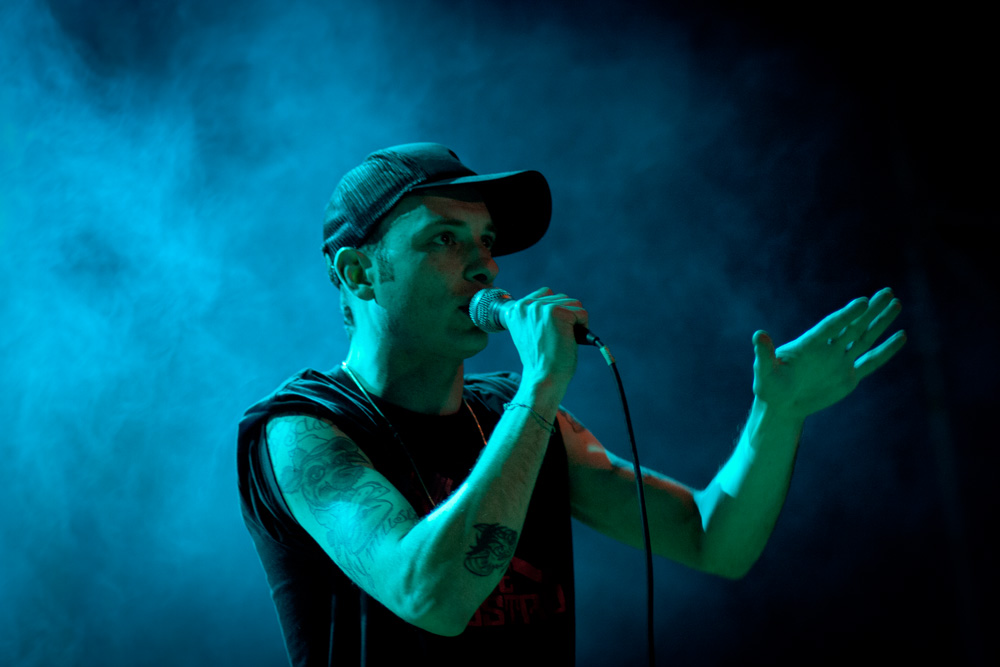
Clementino mentre apre un concerto dei 99 Posse a Bagnoli, nel 2012

Dall'8 febbraio al 12 febbraio 2012 Clementino ha recitato nell'opera teatrale di Pino Quartullo Che ora è?, tratta dall'omonimo film del 1989 di Ettore Scola.
Appare in un breve messaggio finale nell'album di Max Pezzali Hanno ucciso l'Uomo Ragno 2012, alla fine della traccia inedita Sempre noi (feat J-Ax).
Il 9 marzo viene estratto da Non è gratis il singolo La luce, pezzo totalmente incentrato sulla vita di Clementino, che nel brano parla dei suoi pentimenti e di tutti gli errori commessi in giovane età. Sempre in questa data, il canale MTV ha mandato in onda la prima edizione di MTV Spit, programma televisivo che vedrà Clementino confrontarsi con altri rapper in varie sfide freestyle.
Nei mesi successivi vengono estratti tre ulteriori video da I.E.N.A.: Risata di una I.E.N.A., Funk e TheRivati e Animals. Il 25 settembre Clementino ha preso parte all'Hip Hop TV 4th B-Day Party, tenuto presso il Mediolanum Forum di Assago, insieme ai migliori rapper italiani.
Il 7 dicembre viene pubblicata la promo di un nuovo brano, intitolato Bomba atomica, che anticipa la pubblicazione di Armageddon, album che vedrà la partecipazione del rapper Dope One e del beatmaker O'Luwong. Il video è stato pubblicato il 21 dicembre 2012, in occasione del raggiungimento della fatidica data in cui, secondo alcune teorie apocalittiche, sarebbe avvenuta la fine del mondo.

### Armageddone il terzo album in studio (2013)
Il 12 gennaio 2013 viene pubblicato l'album Armageddon, che vede la collaborazione del rapper Dope One e del beatmaker O'Luwong. Il 15 febbraio partecipa, come accompagnatore degli Almamegretta, alla quarta serata della sessantatreesima edizione del Festival di Sanremo, condotto da Fabio Fazio e Luciana Littizzetto. Per l'occasione viene cantato il brano Il ragazzo della via Gluck insieme a Marcello Coleman e James Senese.
Nel maggio del 2012 Clementino afferma, in un'intervista a Rai Radio 2, di essere al lavoro per un nuovo album, la cui uscita sarebbe stata prevista per fine 2012. In seguito il rapper ha affermato che la pubblicazione dell'album era stata posticipata al 2013.

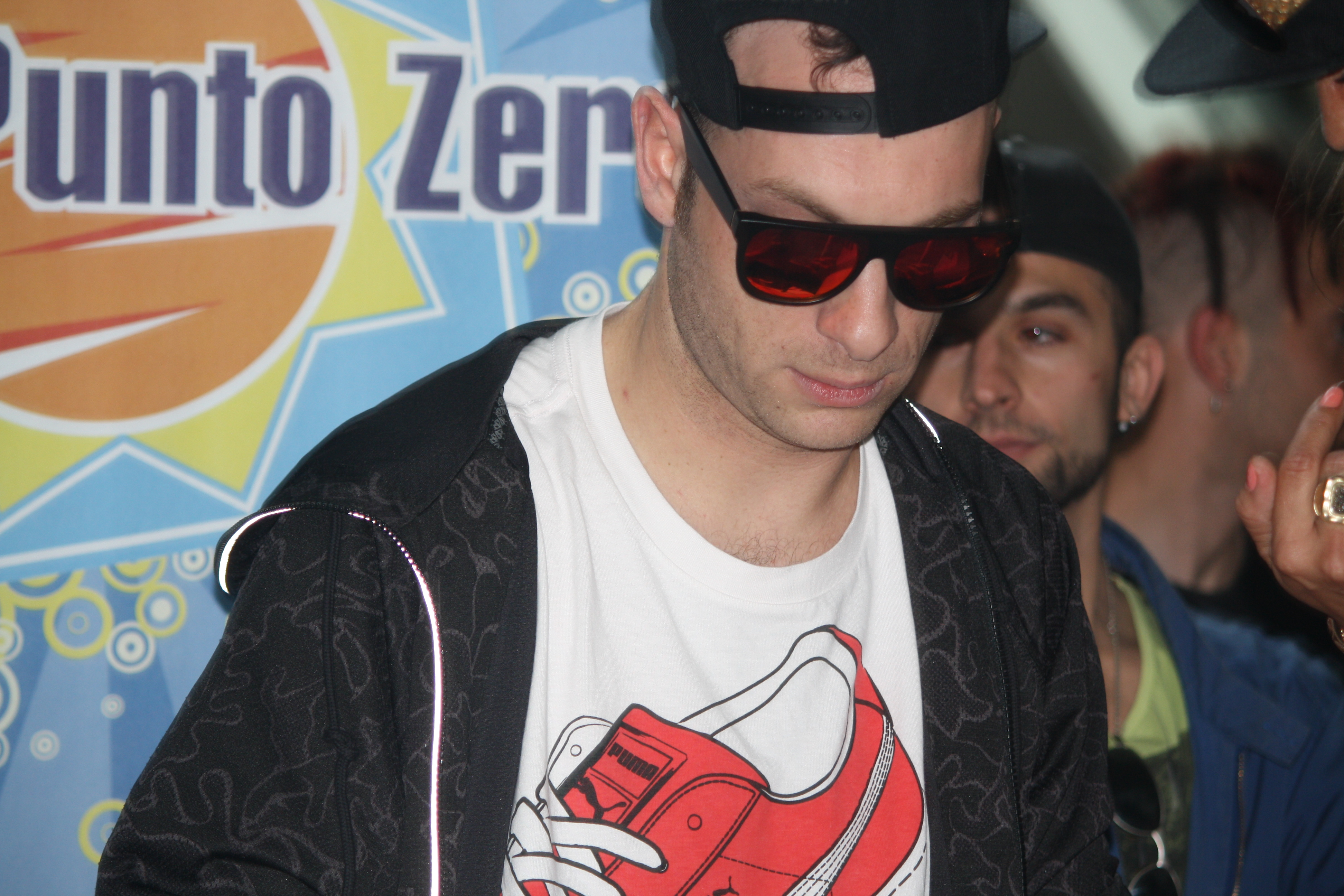
Clementino mentre firma le copie di Mea culpa all'instore che si è tenuto a Nola in anteprima nazionale

L'11 aprile 2013 Clementino rivela in un video che il titolo del suo nuovo album sarà Mea culpa. L'album viene pubblicato il 28 maggio 2013 sotto la Tempi Duri Records (in collaborazione con la Universal) e contiene collaborazioni sia con rapper come Fabri Fibra e Marracash sia con cantautori come Gigi Finizio e Jovanotti. Quest'ultimo nel 2013 ha intrapreso un tour negli stadi italiani che, in parte, è stato aperto proprio da Clementino. Il primo singolo estratto da Mea culpa si intitola 'O vient ed è stato pubblicato il 3 maggio 2013. L'album ha riscosso un discreto successo piazzandosi alla quarta posizione della classifica italiana degli album FIMI.
Nel mese di giugno Clementino ha aderito al progetto Passa il microfono, iniziativa avviata dalla PepsiCo per promuovere l'hip hop italiano. Per tale progetto è stato pubblicato l'omonimo brano che ha visto la collaborazione tra Moreno, lo stesso Clementino, Fred De Palma e Shade. Il 27 e il 30 giugno Clementino è stato ospite del Summer Festival 2013, vincendo nella categoria giovani con la canzone 'O vient.

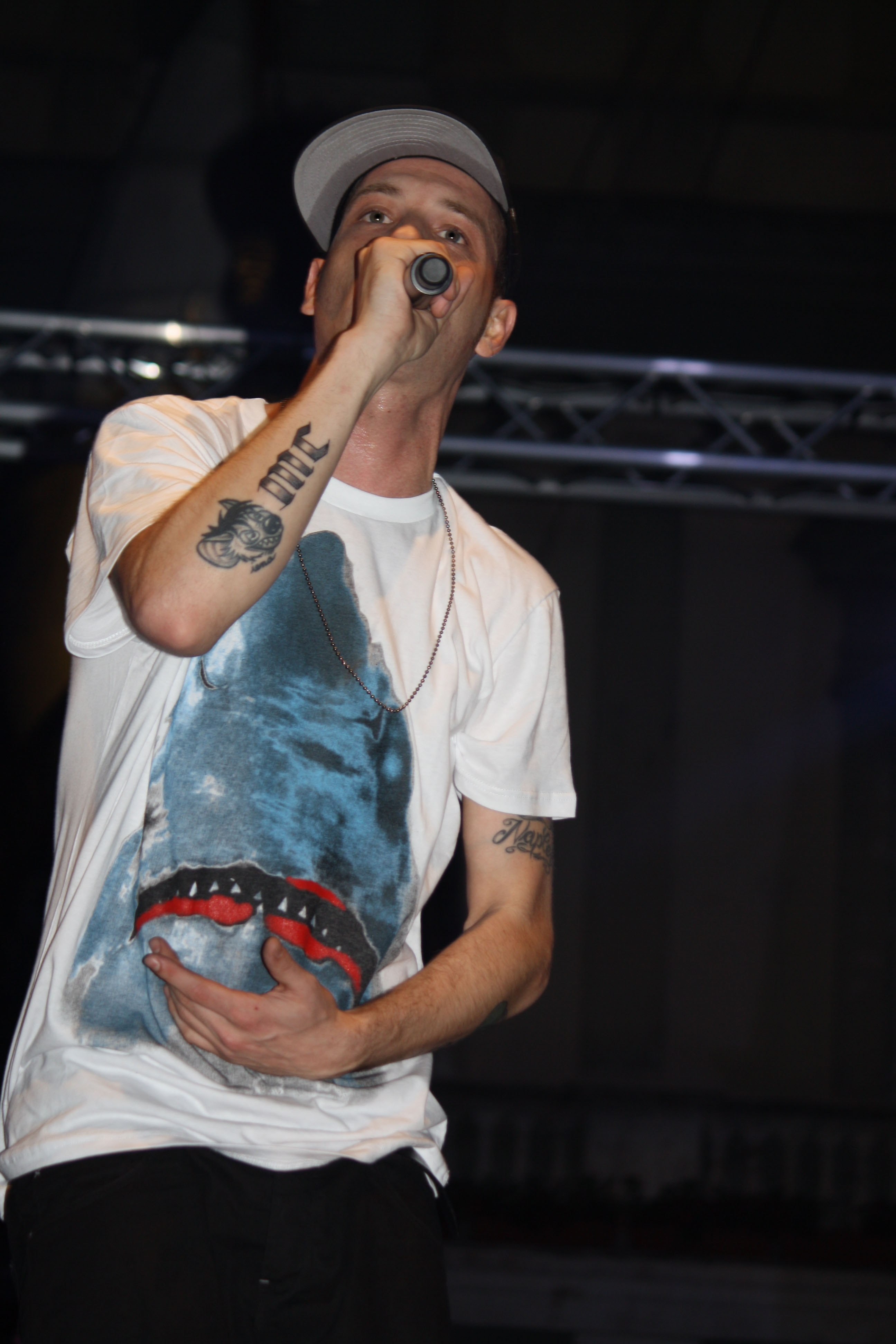
Clementino durante un concerto a Nola nel giugno del 2013

Il 10 luglio il rapper apre il Mea culpa Summer Tour, tour promozionale che con delle tappe estive anticipa il Mea culpa Tour, secondo tour ufficiale del rapper. Il 26 luglio è stato tra gli ospiti della quarantatreesima edizione del Giffoni Film Festival, che per la prima volta è aperta alla musica hip hop invitando artisti come Ensi e Salmo. Il 31 luglio è stato pubblicato il secondo singolo estratto da Mea culpa, il quale si intitola Il re lucertola, mentre il 1º agosto è stato pubblicato il video di Alto livello. Il 12 agosto ha aperto un concerto di Snoop Dogg (recentemente divenuto Snoop Lion) al Parco Gondar nel Salento. Il 24 agosto il rapper afferma sulla sua fanpage ufficiale di Facebook di essere stato convocato per giocare nella Nazionale italiana cantanti, squadra di calcio formata interamente da cantanti italofoni.
Il 6 settembre 2013 è stato pubblicato Fratello, terzo singolo estratto da Mea culpa. Il brano vede la collaborazione di Jovanotti. Il 24 dello stesso mese è stato ospite per la seconda volta dell'Hip Hop TV B-Day Party, che si è tenuto al Mediolanum Forum di Assago. Durante la serata si è esibito sia da solo sia con Ensi e Kiave in freestyle. Ha inoltre condiviso il palco con Kurtis Blow, uno dei pionieri della musica hip hop negli Stati Uniti d'America.
Nell'ottobre del 2013, Clementino si impegna nel promuovere il Triangolo della vita, corteo contro i rifiuti tossici del "Triangolo della morte" (area delimitata dai comuni di Nola, Acerra e Marigliano, che prende appunto il suo soprannome dalla grande quantità di rifiuti tossici presenti). Sempre nel 2013 collabora con Guè nel brano Quei bravi ragazzi, contenuto nella royal edition del suo album Bravo ragazzo, pubblicata il 26 novembre.
Il 2 dicembre è uscito il video ufficiale di Amsterdam, il quarto video estratto da Mea culpa. Pubblicato in anteprima sul sito ufficiale di Red Bull, il 3 dicembre è stato pubblicato sul canale ufficiale del rapper; lo stesso giorno all'Alcatraz di Milano si è svolta la prima tappa del Mea culpa Tour, tournée con la quale Clementino promuoverà il suo album per tutta l'Italia. La vigilia di Natale ha partecipato al Concerto di Natale, che si tiene a cadenza annuale. Al concerto hanno partecipato anche artisti di fama nazionale e internazionale, come Elisa e Patti Smith. Il 28 dicembre 2013 ha invece aperto il concerto di Pino Daniele al Palapartenope di Napoli.
Il 17 gennaio 2014 il rapper pubblica su SoundCloud una versione in lingua italiana e napoletana del brano Rap God di Eminem, in occasione del raggiungimento dei 500 000 fan sulla pagina ufficiale di Facebook, mentre il 30 dello stesso mese viene pubblicato il brano No Way realizzato in collaborazione con il rapper romano Jesto, estratto dal suo ultimo lavoro Supershallo 2. Il 31 gennaio esce il quarto singolo estratto da Mea culpa, Buenos Aires/Napoli, accompagnato dal relativo video. Successivamente collabora con Deleterio nella canzone Tutto a posto (contenuta nel suo album Dadaismo), con The Night Skinny nella traccia Indian Tweet Posse e con Rocco Hunt in Ce magnamm' (contenuta nel suo album 'A verità).
Il 31 marzo, in anteprima su Corriere TV, esce il video ufficiale del brano Pianoforte a vela, brano di denuncia contro la camorra, contenuto nell'album Mea culpa. Il video presenta una particolarità: è stato interamente girato da un gruppo di ragazzi del centro storico di Napoli, Secondigliano, Scampia e Forcella, che hanno adottato il brano ad alto impatto sociale, per realizzarne il video, nell'ambito del progetto "L'arte della speranza" (con la finalità di evitare il fenomeno della devianza minorile, attraverso il cinema e il teatro) nato in collaborazione con la 8mm Film Production di Marco Maraniello (regista del videoclip), e il Teatro Bolivar, diretto da Sasà Palumbo. Clementino ha abbracciato il progetto anticamorra e ha adottato il video come video ufficiale del brano.
Il 1º maggio il rapper partecipa al Concerto del Primo Maggio, concerto che si tiene a cadenza annuale a Roma in onore dei lavoratori. Il 13 maggio viene pubblicato il quinto e ultimo singolo tratto da Mea culpa, Giungla, accompagnato come i singoli precedenti dal relativo video. Il 27 maggio viene pubblicato Kepler, album dei rapper Gemitaiz & MadMan, in cui Clementino ha partecipato nella traccia Drama.
Il 6 giugno 2014 l'album Mea culpa è stato certificato disco d'oro per la soglia raggiunta delle 25 000 copie vendute. Sempre nel giugno del 2014 Clementino viene selezionato dalla BBC per dare il proprio contributo a BBC Radio 1Xtra World Cup Freestyles, raccolta di freestyle interpretati da un rapper scelto per ogni nazione partecipante al campionato mondiale di calcio 2014 per celebrare, appunto, l'inizio dello stesso. Per celebrare il disco d'oro ottenuto dall'album, il 16 settembre viene pubblicata una riedizione dell'album intitolata Mea culpa Gold Edition contenente un secondo disco di inediti e rarità intitolato Mea grandissima culpa. Sempre nello stesso mese viene trasmesso il reality show Pechino Express, in cui il rapper partecipa insieme al fratello e cantante Paolo Maccaro.

### Collaborazioni eMiracolo!(2014-2016)
Verso la fine del 2014 Clementino ha annunciato attraverso la propria pagina Facebook di essere al lavoro su un nuovo album in studio, intitolato Miracolo! e pubblicato il 28 aprile 2015. Anche questo album presenta numerose collaborazioni con rapper italiani, quali Fabri Fibra, Guè, Marracash, Noyz Narcos ed Ensi. Il 16 marzo 2015 è stato pubblicato il video del brano Lo strano caso di Iena White, a cui ha fatto seguito Strade superstar, uscito il 20 dello stesso mese. Il 10 aprile 2015 è entrato in rotazione radiofonica il primo singolo Luna, seguito il 24 luglio da Sotto le stelle.
Il 5 maggio 2015 è uscito l'album Ora o mai più del produttore italiano Don Joe, contenente tra le varie tracce Woodstock, inciso con Clementino e Rocco Hunt. Il 13 dicembre dello stesso anno è stata annunciata la sua partecipazione alla 66ª edizione del Festival di Sanremo nella sezione "Campioni" con il brano Quando sono lontano, con il quale si piazza al 7º posto della classifica finale della kermesse. Nella terza serata del Festival, dedicata alle cover, ha presentato Don Raffaè del celebre cantautore Fabrizio De André ed è stato collocato al 3º posto della classifica finale della puntata.

### Vulcano(2017)
Nel febbraio 2017 Clementino ha partecipato per la seconda volta in carriera al Festival di Sanremo con il brano inedito Ragazzi fuori, classificatosi sedicesimo nella serata conclusiva. Intorno allo stesso periodo il rapper ha annunciato il quinto album in studio, Vulcano, pubblicato il 24 marzo dello stesso anno e composto da 13 brani.
Nello stesso anno ha inoltre condotto il Concerto del Primo Maggio insieme a Camila Raznovich.

### Tarantellee altre attività (2019-2021)
Nel 2019 Clementino torna sulle scene musicali con il sesto album in studio Tarantelle, pubblicato il 3 maggio. Per la promozione del disco sono stati resi disponibili i singoli Gandhi, Un palmo dal cielo, Hola!, Chi vuol essere milionario? e Mare di notte. Verso la fine dell'anno Clementino pubblica il singolo Come fa? in collaborazione con MadMan, mentre nel 2020 collabora con Gigi D'Alessio ai singoli Como suena el corazón e Buongiorno.
Dal 27 novembre 2020 è giudice della prima edizione del programma The Voice Senior, trasmesso in prima serata su Rai 1. Il 21 dicembre successivo Clementino ha pubblicato il singolo Partenope, nel quale omaggia la città di Napoli. Il brano ha segnato l'esordio dell'artista con la Sony Music dopo anni in Universal.
Il 21 maggio 2021 ha pubblicato il singolo Señorita, frutto della collaborazione con la cantante Nina Zilli. Dal 26 novembre successivo è stato confermato come giudice della seconda edizione del programma The Voice Senior.

### Black Pulcinella(2022-presente)
Il 5 aprile 2022 Clementino ha annunciato il settimo album Black Pulcinella, uscito il 29 aprile successivo. Il primo singolo estratto dall'album è stato ATM, diffuso l'8 aprile. Nel 2023 è tra i protagonisti del film Uomini da marciapiede insieme a Paolo Ruffini e Rocío Muñoz Morales. Lo stesso anno interpreta un cameo nel film Chi ha rapito Jerry Calà?, per il quale realizza assieme allo stesso Jerry Calà il brano S'anno arrobbate a Jerry Calà. Il 14 febbraio 2025 partecipa come ospite alla serata delle cover al Festival di Sanremo duettando con Rocco Hunt cantando Yes I Know My Way di Pino Daniele.

## Controversie
Nel 2013 una frase contenuta nel brano Amsterdam (dell'album Mea culpa) ha creato alcune polemiche. La frase era rivolta al giornalista de L'Espresso Riccardo Bocca e in essa Clementino gli si rivolgeva attraverso un gioco di parole con il suo cognome ("un giornalista de L'Espresso me lo prende in bocca") e in seguito dicendogli di imparare a dosare le parole. Il giornalista ha risposto alla provocazione con un articolo in cui definisce Clementino un "bambino".
In seguito alle controversie causate dalla citazione contenuta nella canzone, la parola "Espresso" è stata censurata nella versione dell'album.
(Clementino, Amsterdam)

## Stile musicale

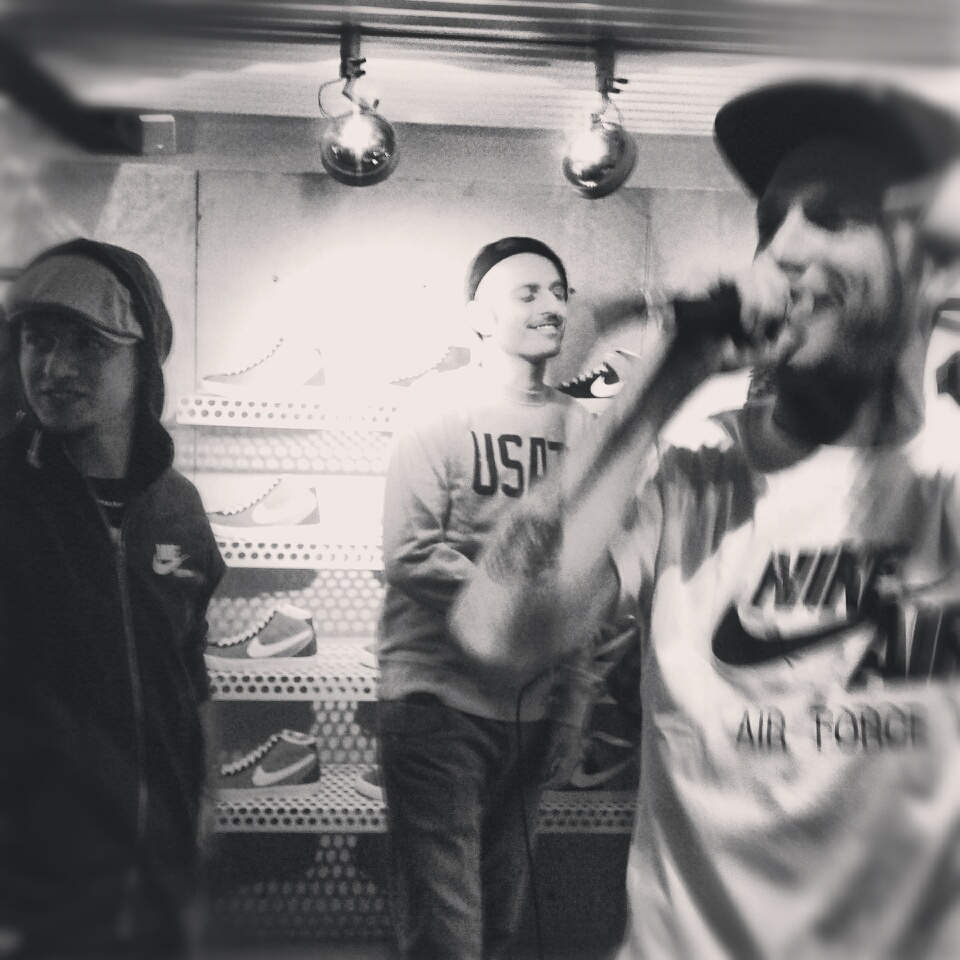
Kiave, Ghemon e Clementino

Lo stile del rapper è principalmente hip hop, sebbene in alcuni dei suoi brani varia dal suo stile classico fondendo hip hop, scratch e campionamenti a musica elettronica e funk (come, ad esempio, nel brano Funk e TheRivati, contenuto nell'album I.E.N.A.). Il suo stile ha subito un grande cambiamento in particolare con il suo ingresso all'interno del gruppo elettrorap Videomind, che fonde hip hop e musica elettronica con molti altri generi musicali.
Clementino è anche noto per la sua riconosciuta bravura nel freestyle. Una dimostrazione dell'abilità del rapper nel freestyle è la battaglia contro sé stesso eseguita durante un concerto dei Videomind: la sfida è un'ipotetica battaglia tra Clementino (nome d'arte principale del rapper) e Iena White (alter ego dell'artista, spesso in contrasto con Clementino) eseguita completamente da solo interpretando a botta e risposta prima Clementino e poi Iena White (e quindi rispondendo uno agli insulti dell'altro e viceversa).

### Influenze
Tra gli artisti che hanno influenzato musicalmente e stilisticamente il rapper vi sono MF DOOM, The Notorious B.I.G., Pharoahe Monch e Ill Bill (con il quale ha anche collaborato nella canzone Hannibal Rapper, contenuta nell'album I.E.N.A.). In un'intervista ha affermato che la maggior parte dei rapper che sono presenti nel brano La mia musica sono coloro che lo hanno influenzato maggiormente nella propria carriera artistica. Tra i rapper italiani ai quali si è ispirato vi è anche Jovanotti (nei suoi primi anni di carriera), che a sua volta in un'intervista per la rivista Glamour ha definito le rime di Clementino "interessanti", affiancandolo ad artisti come Club Dogo e Fabri Fibra. Al di fuori della musica hip hop ha spesso espresso il suo apprezzamento per il noto cantautore napoletano Pino Daniele.

## Vita privata
Oltre alla musica, ha anche una grande passione per il teatro, come affermato da lui stesso in un'intervista. Questa sua passione per il teatro ha molto influenzato la sua carriera musicale, infatti, egli è noto per la sua teatralità durante i concerti e i freestyle. 
(Clementino in un'intervista per la RapItaly)
Dal 26 al 28 aprile 2013 il rapper ha recitato in Clementino Live Theater, uno spettacolo scritto dallo stesso Clementino e dal fratello Paolo Maccaro dove viene combinato il teatro all'hip hop.

## Discografia

### Da solista
- 2006 – Napolimanicomio
- 2011 – I.E.N.A.
- 2013 – Armageddon (con Dope One e O' Luwong)
- 2013 – Mea culpa
- 2015 – Miracolo!
- 2017 – Vulcano
- 2019 – Tarantelle
- 2022 – Black Pulcinella
- 2025 – Grande anima

### Con i Rapstar
- 2012 – Non è gratis

## Tournée
- 2013/14 – Mea culpa Tour
- 2015/16 – Miracolo Tour
- 2019 – Tarantelle Tour

## Riconoscimenti
| Anno | Evento                  | Categoria             | Lavoro in nomination      | Risultato       |
| ---- | ----------------------- | --------------------- | ------------------------- | --------------- |
| 2012 | MTV Hip Hop Awards 2012 | Video of the Year     | La luce (con Fabri Fibra) | Candidato/a     |
| 2012 | MTV Hip Hop Awards 2012 | Best Freestyler       | Clementino                | Candidato/a     |
| 2012 | MTV Hip Hop Awards 2012 | Best Collaboration    | Fabri Fibra e Clementino  | Candidato/a     |
| 2013 | MTV Awards 2013         | Pepsi Best New Artist | Clementino                | Candidato/a     |
| 2015 | Wind Music Awards 2015  | Premio CD Oro         | Mea culpa                 | Vincitore/trice |

### Competizioni di freestyle
Clementino ha partecipato a numerose competizioni di freestyle, vincendo tutte quelle a cui ha partecipato (con l'eccezione del 2theBeat 2005, dove fu battuto in finale dal rapper Ensi, e della prima edizione di MTV Spit, dove non si qualificò).
Qui di seguito è riportata la lista dei premi:
| Anno | Evento                 | Risultato                           |
| ---- | ---------------------- | ----------------------------------- |
| 2004 | Tecniche Perfette 2004 | Prima posizione                     |
| 2005 | Da Bomb 2005           | Prima posizione                     |
| 2005 | 2theBeat 2005          | Seconda posizione                   |
| 2006 | Valvarap 2006          | Prima posizione                     |
| 2006 | 2theBeat 2006          | Prima posizione                     |
| 2011 | MTV Spit Gala          | Prima posizione (insieme a Rancore) |
| 2012 | MTV Spit 2012          | non classificato                    |

## Filmografia

### Cinema
- All Night Long, regia di Gianluigi Sorrentino (2015)
- La giornata dei buffoni, regia di Brando Improta (2015)
- Zeta - Una storia hip-hop, regia di Cosimo Alemà (2016)
- Troppo napoletano, regia di Gianluca Ansanelli (2016)
- Natale a Roccaraso, regia di Mauro Russo (2018)
- Cobra non è, regia di Mauro Russo (2020)
- Il materiale emotivo, regia di Sergio Castellitto (2021)
- Lamborghini - The Man Behind the Legend, regia di Bobby Moresco (2022)
- Uomini da marciapiede, regia di Francesco Albanese (2023)
- Chi ha rapito Jerry Calà?, regia di Jerry Calà (2023)

## Televisione
- Pechino Express 3 (Rai 2, 2014)
- Concerto del Primo Maggio (Rai 3, 2017)
- Un, due, tre... Fiorella! (Rai 1, 2017)
- The Voice Senior (Rai 1, dal 2020)
- Back to School (Italia 1, 2022)
- Made in Sud (Rai 2, 2022)
- The Voice Kids (Rai 1, dal 2023)
- The Voice Generations (Rai 1, 2024)
- L'eredità (Rai 1, 2025) – puntata speciale dedicata a Sanremo
- Festival di Castrocaro (Rai 2, 2025)